# حسین السبع
حسین السبع (عربی: حسين طاهر السبع؛ زادهٔ ۱۴ نوامبر ۱۹۷۹) ورزشکار پرش طول اهل عربستان سعودی بود.